# Şūrat Kolā
Şūrat Kolā (persiska: صورت كلا) är en ort i Iran.   Den ligger i provinsen Mazandaran, i den norra delen av landet, 140 km nordost om huvudstaden Teheran. Antalet invånare är 243.
Terrängen runt Şūrat Kolā är platt. Runt Şūrat Kolā är det tätbefolkat, med 286 invånare per kvadratkilometer. Närmaste större samhälle är Babol, 16,6 km öster om Şūrat Kolā. Trakten runt Şūrat Kolā består till största delen av jordbruksmark.